# Ждан-Пушкин, Иван Викентьевич
Иван Викентьевич Ждан-Пушкин (1813—1872) — генерал-майор Русской императорской армии.

## Биография
В 1831 году был выпущен прапорщиком из 1-го кадетского корпуса в батарейную 1-ю роту 16-й артиллерийской бригады. Служил артиллерийским капитаном на Кавказе; участвовал в походе на Темир-Хан-Шуру. В 1848 году был произведён в подполковники с назначением инспектором классов Сибирского кадетского корпуса, где с ним познакомился Ф. М. Достоевский. По просьбе М. Д. Францевой Ждан-Пушкин оказывал Достоевскому и С. Ф. Дурову всевозможную помощь, стараясь облегчить их участь. Священник А. И. Сулоцкий сообщал 1 февраля 1850 г. М. А. Фонвизину: «Добрый Ив. Викентьевич [Ждан-Пушкин], вследствие письма Марии Дмитриевны Францевой <…> адресовался к разным лицам с расспросами о возможности, о способах облегчить участь гг. Дурова и Достоевского…». В 1856 году Ждан-Пушкин принимал участие в устройстве будущего пасынка Достоевского П. А. Исаева в Сибирский кадетский корпус. Достоевский, неоднократно бывавший в доме Ждан-Пушкина, в письме к сестре своей жены В. Д. Констант 31 августа 1857 года писал: «Инспектором Ждан-Пушкин, которого я знаю лично, человек образованнейший, с благороднейшими понятиями о воспитании (Он очень хорошо был знаком с покойным Александром Ивановичем [Исаевым], который, я помню, говорил мне о нем с увлечением) <…>. О Паше писал я Ждан-Пушкину (от которого получил теплый, радушный ответ и который встретил его как родного и поместил у себя)».
Г. Н. Потанин вспоминал: «Ждан-Пушкин был разносторонне образованный человек; он знал французский, немецкий и английский языки, был отлично знаком с историей европейской литературы, особенно английской, и с историей вообще <…>. Главным образом его благородный и открытый характер оставлял след в умах его питомцев; кадеты старались подражать ему». Г. Е. Катанаев писал о Ждан-Пушкине: «И действительно — по тому времени Иван Викентьевич Ждан-Пушкин был человек далеко незаурядный. При широком образовании он обладал кроме того и замечательной выдержкой характера, делавшей его участие в деле, на которое он обращал внимание, особенно значительным и ценным. Как теперь помню его видную выразительную фигуру, мирно расхаживающую по длинному классному коридору (обыкновенно с записной книжкой и табакеркою в руках) <…>. Присутствие его в классе во время урока было обыкновенно наиболее производительным временем классных занятий, ибо при нем и учителя подтягивались и ученики были внимательны; да и сам он своими наводящими вопросами и собственными разъяснениями <…> всегда вносил много нового, поучительного, чего обыкновенно и в учебниках не было, да и преподаватели нам не сообщали».
С 1852 года — полковник, с 1862 — генерал-майор с назначением инспектором классов 1-го Московского кадетского корпуса.
В 1868 году Ждан-Пушкин был назначен директором 1-й Московской военной гимназии.
Умер 31 января (12 февраля) 1872 года.